# Eriocaulon heleocharioides
Eriocaulon heleocharioides là một loài thực vật có hoa trong họ Cỏ dùi trống. Loài này được Satake mô tả khoa học đầu tiên năm 1939.